# 大治 (日本)
大治（1126年2月15日~1131年2月28日）是日本的年號之一。使用這個年號的天皇是崇德天皇，由白河上皇、鳥羽上皇相繼實施院政。

## 改元
- 天治三年正月二十二日（1126年2月15日）改元大治。

- 大治五年正月二十九日（1131年2月28日）改元天承。

## 紀年、西曆、干支對照表
| 大治 | 元年   | 二年   | 三年   | 四年   | 五年   | 六年   |
| 公元 | 1126年 | 1127年 | 1128年 | 1129年 | 1130年 | 1131年 |
| 干支 | 丙午   | 丁未   | 戊申   | 己酉   | 庚戌   | 辛亥   |